# Vigdís Gudjónsdóttir
Vigdís Gudjónsdóttir (ur. 27 czerwca 1975) – islandzka lekkoatletka, która specjalizowała się w rzucie oszczepem.
Dwukrotna złota medalistka igrzysk małych państw Europy. Wielokrotna mistrzyni Islandii w rzucie oszczepem. Rekord życiowy: 55,54 (4 czerwca 1999, Boise).